# Seelingstädt
Seelingstädt is een gemeente in de Duitse deelstaat Thüringen, en maakt deel uit van de Landkreis Greiz.
Seelingstädt telt 1.286 inwoners.